# Panteón Real de San Juan de la Peña
El Panteón Real de San Juan de la Peña es una capilla neoclásica situada dentro de la edificación del Real Monasterio de San Juan de la Peña.

## Descripción
Fue creado por orden de Carlos III en 1770, siguiendo las indicaciones de José Nicolás de Azara y del conde de Aranda. Los sepulcros reales quedaron en su lugar anterior, pero delante de ellos se levantó una pared en la que se colocaron láminas de bronce con las inscripciones correspondientes en latín. Esta pared es el lado derecho de la capilla, según se entra, ocupando el izquierdo unos estucos de cal en relieve que representan la historia de la Corona de Aragón, mediante la explicación de los símbolos heráldicos de su escudo, en cuatro relieves que representan cuatro escenas:
1. La Batalla de Aínsa.
2. Aparición de la Cruz a Iñigo Arista en Sobrarbe.
3. El Sitio de Huesca.
4. Jura de los reyes de Aragón ante el Justicia.

Alberga los restos de algunos monarcas navarros que reinaron en Aragón, de los primeros condes aragoneses y de los tres reyes iniciales de la dinastía ramirense, Ramiro I, Sancho Ramírez, Pedro I, junto con sus esposas.
A la entrada hay un lugar reservado al reformador del panteón, Carlos III, que aparece representado con un relieve de bronce.

## Galería

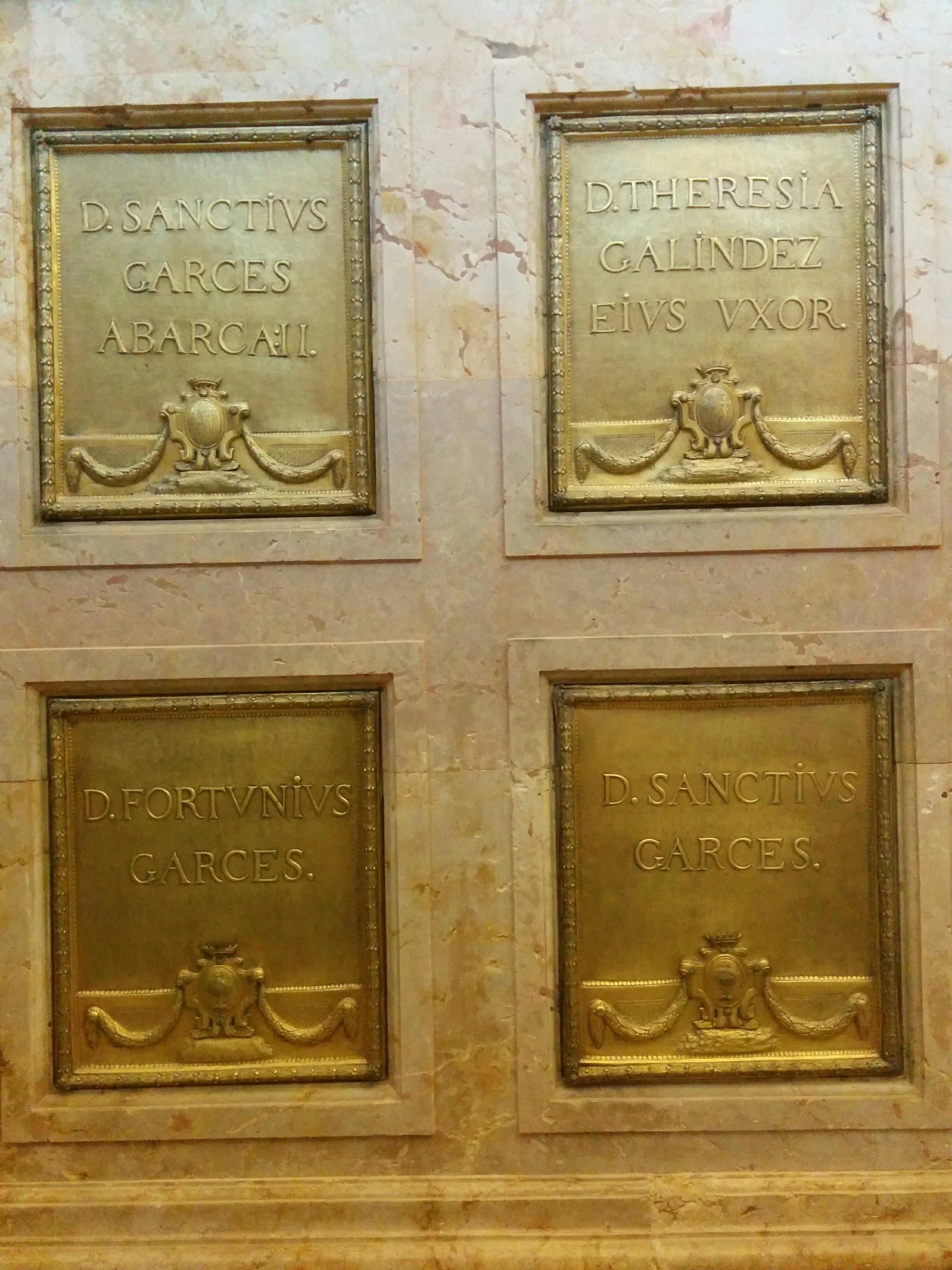
Láminas de bronce o lápidas de antiguos reyes de Navarra.
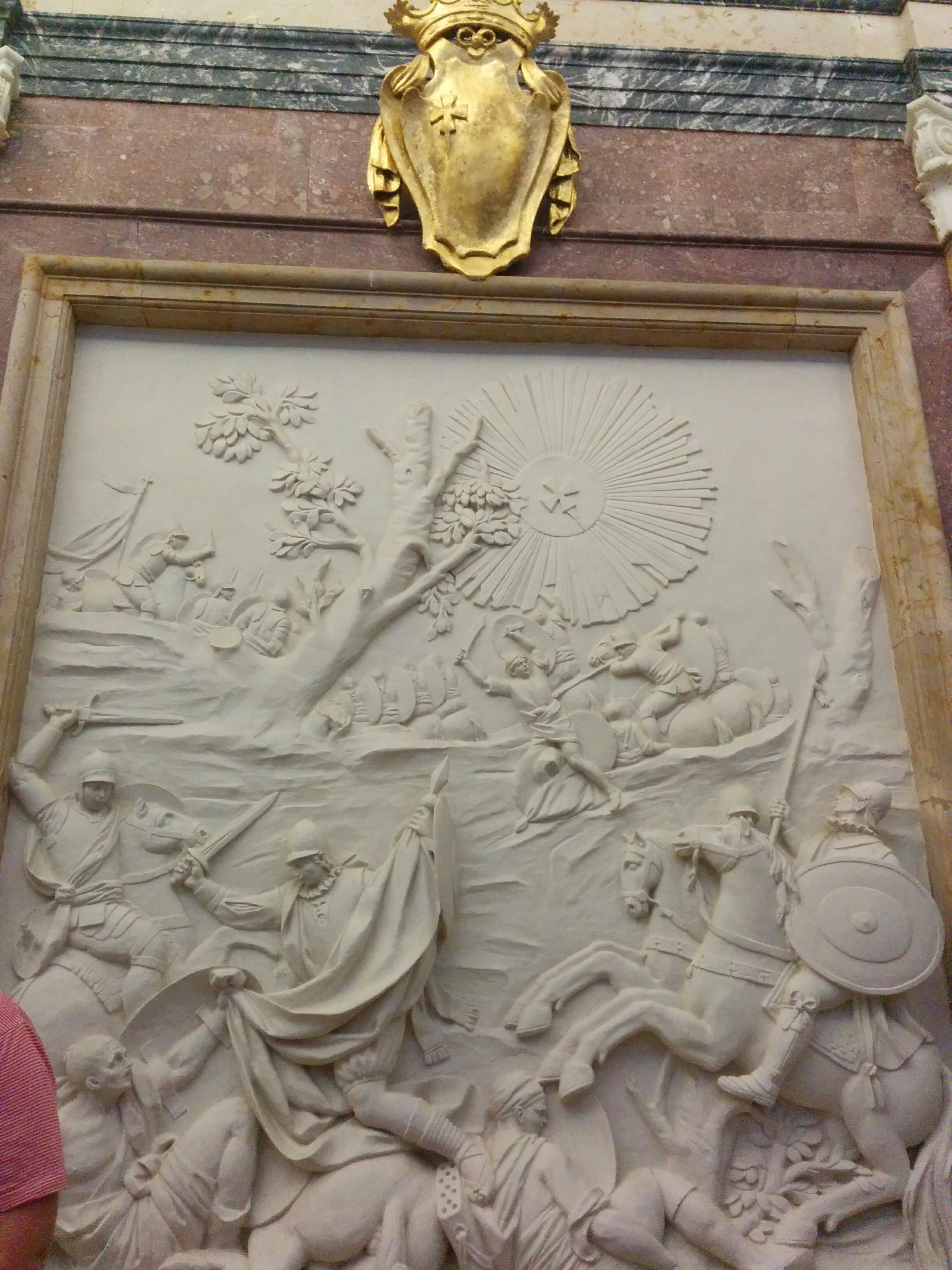
Estuco de la aparición de la Cruz a Iñigo Arista.